# Kirchendorf (Wüstung)
Kirchendorf ist eine Wüstung in der Gemarkung der Lutherstadt Eisleben.

## Lage
Nordwestlich nahe der Lutherstadt Eisleben auf der ehemaligen Kirschbaumplantage am Nordhang der Glume, Westlich der Südlichen Halde des Max-Lademann-Schachtes.

## Geschichte
Der Ort wurde wie das nur unweit entfernte  Rossdorf erstmals 1121 als Szarnazandorf in einer Urkunde des Bischofs Reinhard von Halberstadt erwähnt. In dieser bestätigt er dem Kloster Wimmelburg (Wimodeburg) 17 Hufen und 3 Morgen in Szarnazandorf.
Eine Erwähnung als Gerintzendorf in einer Urkunde des Jahres 1298 stellte sich als Fälschung heraus, jedoch scheint der Fälscher
eine echte Aufzeichnung benutzt zu haben, nur das er versehentlich Gerintzendorf statt Zerntzendorf las.
Eine Urkunde vom 24. April 1368 zeigt mit Gewissheit auf, das Zcercendorp schon verlassen und seine Flur der Stadt Eisleben einverleibt war.
Dies geschah wohl im Jahr 1362, nachdem Landgraf Friedrich III von Thüringen in der noch immer andauernden Halberstädter Bischofsfehde, Eisleben belagerte und die umliegenden Orte verwüstete und niederbrannte, darunter auch Kirchendorf. In dieser Urkunde heißt es: „…unde setten on des tu einem pande unsen teiden (=Zehnten) und unsen tins (=Zins), den wy hebben in der stat tu isleve unde up dem velde tu Zcercendorp“
Weitere urkundliche Erwähnungen:
- 1. Juli 1422 – Der Abt Friedrich und der Konvent des Klosters Weymelburgh urkunden „…ein viertel landes, gelegen auff der margk zcu Czerzendorff vor dem hohen Thore“
- 24. Februar 1463 – erwähnt Abt Nikolaus zcu Weymelborgk „…eyne halbe huffe landes im felde zcu Czerczendorff gelegen, dy von uns zcur lehen geheth“
- 1579 – Das Erzstift Magdeburg tritt im Eisleber Permutationsrezeß die an Eisleben stoßende Kirchendorfer Mark an Kursachsen ab.

Letztmals, als Zubehör von Mansfeld, wird Kirchendorf im Jahr 1609 als Zerkendorf erwähnt.
1901 wurde bei Ausschachtungsarbeiten zum Anschluss des Clotilde-Schachts (später Max-Lademann-Schacht) an das gewerkschaftliche Schmalspurgleisnetz
eine Massengrabstätte am linken Rande des Glumetals entdeckt. In regelmäßigen Abständen wurden reihenweise geordnete Skelette gefunden. Die Bestatteten lagen ausgestreckt von Osten nach Westen mit gekreuzten Armen. Holzreste deuten darauf hin, dass sie in Särgen bestattet worden sind. Zweifellos handelt es sich dabei um den Gottesacker von Kirchendorf.